# Бюкуа, Карл Бонавентура де Лонгваль
Граф Карл Бонавентура фон Бюкуа унд Гратцен, Шарль Бонавентура де Лонгваль, граф де Бюкуа (нем. Karl Bonaventura Graf von Buquoy und Gratzen, фр. Charles Bonaventure de Longueval comte de Bucquoy; 9 января 1571, Аррас, Артуа, Франция — 10 июля 1621, Нейгейзель) — испанский и имперский военачальник, фельдмаршал (22 августа 1618) и генерал-лейтенант (1619).

## Биография
Родился в Аррасе в семье фландрских дворян. Его отец отличился на службе генерал-губернатора Испанских Нидерландов Александра Фарнезе, герцога Пармского.
Поступил на испанскую военную службу, сражался в Нидерландах, участвовал во взятии Кале и Ардра (1596). При Эммерихе попал в плен к голландцам, но вскоре освобожден за выкуп и сражался при Ньивпорте (1600), получил чин генерал-вахтмейстера, с 1602 года — фельдцейхмейстер. В 1603 году поставлен под начало генерала Амброзио Спинолы, в 1604 году способствовал взятию Остенде после 3-летней осады. В 1606 году женился на Марии Магдалене, графине Биглиа, от которой родился сын Шарль-Альбер де Лонгваль, будущий генерал-капитан. 
В 1610 году, после убийства французского короля Анри IV, направлен в Париж с дипломатическим поручением выражения соболезнования от правителей испанских Нидерландов — Альбрехта Австрийского и Исабель Клары Эухении. 10 июня 1613 года назначен великим бальи провинции Геннегау. В том же году сделан кавалером ордена Золотого руна.
С началом Чешского восстания (1618) перешёл на службу императору Маттиасу, 22 августа 1618 года получил должность фельдмаршала императорской армии, осенью вторгся в Богемию, но принужден был отступить перед Турном и Мансфельдом и укрылся в Будвайсе. С 15 мая 1619 года — назначен генерал-полковник-лейтенантом императорской армии (general-oberst-leutnant), одержал победу над Мансфельдом при Саблате 10 июня, заставив снять осаду Будвайса, затем занял Фрауенберг, Розенберг и Табор и стал угрожать Праге. Появление графа Турна и Бетлена Габора у Вены осенью 1619 года заставило его вернуться для защиты столицы. Воспрепятствовал переходу армии протестантов через Дунай, затем составил новую армию и нанес новое поражение чехам при Цистерсдорфе.
В кампании 1620 года уступил должность генерал-полковник-лейтенанта императорской армии генерал-капитану Испанских Нидерландов Амброзио Спиноле, наименован 24 марта 1620 генералом-полковником кавалерии (general-oberst der kavalerie), в союзе с армией Католической лиги (Максимилиан Баварский, Тилли) участвовал в поражении протестантской армии на Белой Горе (Вайсенберге) 8 ноября.
Собирался уволиться со службы, но император Фердинанд II уговорил его остаться и пожаловал ему конфискованные чешские поместья в Розенберге, Либейовице и титул графа фон Гратцен.
В кампании 1621 года нанес поражение Бетлену Габору, 7 мая взял Пресбург, затем осадил Нейгейзель, но пал под стенами крепости 10 июля 1621 года. Его памятный портрет написал фламандский художник Питер Пауль Рубенс.